# Richard Sloley
Richard W. Sloley (Barnstaple, 20 agosto 1891 – Bloomsbury, 17 ottobre 1946) è stato un calciatore inglese, di ruolo attaccante.

## Carriera

### Nazionale
Venne convocato nella Nazionale britannica che partecipò ai Giochi olimpici del 1920, disputò l'unica partita giocata dalla sua Nazionale in quell'edizione.